# Qin Ling
Der Qin-Ling (chinesisch 秦嶺 / 秦岭, Pinyin Qín Lǐng), auch Qin-Ling-Gebirgszug (秦嶺山脈 / 秦岭山脉,  Qín Lǐng Shānmài) genannt, geografisch in der Mitte der Volksrepublik China, erstreckt sich in West-Ost-Richtung über etwa 1000 km Länge (bei einer Breite von bis zu 170 km) vom Süden der Provinz Gansu über den gesamten Süden der Provinz Shaanxi bis zum zentralen Teil der Provinz Henan. 
Der Taibai Shan ist mit 3767 m der höchste Berg des Qin Ling. Im Norden wird das Gebirge vom Wei-Fluss und im Süden vom Fluss Han Jiang begrenzt. Diese beiden Flüsse entwässern in die beiden großen chinesischen Ströme. 
Das Gebirge bildet dadurch nicht nur eine Wasserscheide zwischen den Fluss-Systemen des Gelben Flusses und des Jangtsekiang, sondern auch eine markante Vegetationsgrenze. Während nördlich des Gebirgszuges trockene Lößregionen vorherrschen, die ideal für den Weizenanbau geeignet sind, beginnen südlich des Qin Ling die wärmeren, feuchteren Landstriche, in denen sich ausgedehnte Waldregionen mit Reisfeldern abwechseln.

## Berge (Auswahl)
- Karte mit allen Koordinaten:
- OSM |
- WikiMap

Im Folgenden sind zwei Gipfel entlang des Hauptkammes des Qin Ling aufgeführt:
- Taibai Shan (3767 m) (⊙), Shaanxi
- Hua Shan (2155 m) (⊙), Shaanxi